# Hofstenia miamia
Hofstenia miamia är en plattmaskart som beskrevs av Correa 1960. Hofstenia miamia ingår i släktet Hofstenia och familjen Hofsteniidae. Inga underarter finns listade i Catalogue of Life.